# Operclipygus impuncticollis
Operclipygus impuncticollis är en skalbaggsart som först beskrevs av Hinton 1935.  Operclipygus impuncticollis ingår i släktet Operclipygus och familjen stumpbaggar. Inga underarter finns listade i Catalogue of Life.